# Süreyyabey-Talsperre
Die Süreyyabey-Talsperre (türkisch Süreyyabey Barajı) befindet sich bei Çekerek in der türkischen Provinz Yozgat am Mittellauf des Çekerek Çayı.
Die Süreyyabey-Talsperre wurde in den Jahren 1998–2008 erbaut.
Sie wird von der staatlichen Wasserbehörde DSİ betrieben und dient der Energieerzeugung, der Abflussregulierung und der Bewässerung.
Das Absperrbauwerk der Talsperre ist ein Steinschüttdamm mit einem Lehmkern.
Der Staudamm hat eine Höhe von 77,5 m und besitzt ein Volumen von 7,467 Mio. m³. Der zugehörige etwa 18 km lange Stausee besitzt eine Wasserfläche von 41,33 km² und ein Speichervolumen von 1180 Mio. m³. 
Die Talsperre dient der Bewässerung einer Fläche von 65.323 ha.
Ein 1,9 km langer Stollen führt zum Wasserkraftwerk.
Dieses verfügt über drei Turbinen zu je 4,8 Megawatt. 
Das Regelarbeitsvermögen liegt bei 50 GWh im Jahr.